# Rudamon
Rudamon (uralkodói nevén Uszermaatré Szetepenamon) az ókori egyiptomi XXIII. dinasztia utolsó uralkodója volt.

## Élete
III. Oszorkon fiatalabb fia volt, III. Takelot öccse. Kevés említése maradt fenn. Kenneth Kitchen szerint 2-3 évig uralkodhatott, mert csak pár korabeli dokumentum említi: Ozirisz Hekadzset templomában említik némi díszítőmunkálattal kapcsolatban, emellett szerepel neve több Medinet Habu-i kőtömbön és egy vázán is. A 2000-es évek elején egy nevét viselő fajansz szobrocska két darabja is előkerült Hermopoliszból. Ezek alapján úgy tűnt, rövid uralkodása alatt sikerült megőriznie Felső-Egyiptom egységét, legalább Hérakleopolisz Magnától Thébáig.
A fennmaradt bizonyítékok alapján uralkodása rövid volt. Egyes egyiptológusok, például David Aston szerint ugyan Rudamon az a király, akinek a 19. évét említi egy királynevet nem említő felirat a Vádi Gaszuszban, a felirat azonban az újabb kutatás szerint – amit Claus Jurman publikált 2006-ban – inkább a XXV. dinasztia korára datálható, és a karnaki paleográfiai és más bizonyítékok alapján nem I. Sepenupetet és I. Amenirdiszt említi, hanem I. Amenirdiszt és II. Sepenupetet. Jurman szerint a karnaki Ozirisz-Hekadzset templomban sehol nem ábrázolják I. Sepenupetet Piye fáraó leányával, I. Amenirdisszel. Egy másik lehetőség szerint a feliraton említett uralkodó egy máshonnan nem ismert VII. Sesonk, mint azt G. Broekman vetette fel egy cikkében a Nílus-szövegek 3. szövegéről, amely egy III. Oszorkon után uralkodó thébai király 5. évében íródott. Kétséges azonban, hogy ez a szöveg valóban a Sesonk nevet említette, nem a Takelot nevet. Georges Legrain, aki először tanulmányozta a Nílus vízszintjét rögzítő karnaki szövegeket, 1898-as publikációjában nem közölt uralkodónevet ehhez a felirathoz, mert a kő már nagy mértékben erodálódott és így nem volt olvasható. Mikor Jürgen von Beckerath 1953-ban megvizsgálta, és úgy vélte, hogy nem Takelot, hanem Sesonk neve szerepel rajta, a kő még rosszabb állapotban volt.
Felesége neve csak részben maradt fenn: Tadi[…]. Tőle született leánya Neszterui hercegnő. Mindkettejük neve egy Medinet Habu-i kőtömbön maradt fenn. Másik lánya, Irbasztudzsanefu anyja neve ismeretlen; a hercegnő neve unokája, Pediamonnebneszutaui koporsótöredékén maradt fenn. Rudamon egy további lehetséges gyermeke Oszorkon, Ámon főpapja.
Rudamon i. e. 739-ben hunyt el. Halála után az ország számos kis városállamra esett szét, melyeket helyi uralkodók kormányoztak – Hérakleopolisz Magnát Peftjauibaszt, Hermopoliszt Nimlot, Thébát pedig Ini. Peftjauibaszt feleségül vette Rudamon lányát, Irbasztudzsanefut. Rudamon sírja nem ismert.

## Fordítás
- Ez a szócikk részben vagy egészben  a   Rudamun című angol Wikipédia-szócikk ezen változatának fordításán alapul.  Az eredeti cikk szerkesztőit annak laptörténete sorolja fel. Ez a jelzés csupán a megfogalmazás eredetét és a szerzői jogokat jelzi, nem szolgál a cikkben szereplő információk forrásmegjelöléseként.